# Trzesiecko
Trzesiecko (niem. Streitzig-See) – jezioro rynnowe w województwie zachodniopomorskim, w powiecie szczecineckim, w granicach administracyjnych Szczecinka, leżące na obszarze Pojezierza Drawskiego.

## Charakterystyka
Wzdłuż miejskiego brzegu rozciąga się zabytkowy park miejski, a po drugiej stronie Las Klasztorny i część ścieżki przyrodniczo-leśnej. Wokół jeziora prowadzi znakowany niebieski szlak rowerowy Dookoła Jeziora Trzesiecko o długości 14,5 km.
Po jeziorze Trzesiecko kursuje tramwaj wodny. 29 lipca 2008 roku w okolicach plaży miejskiej otwarto wyciąg do nart wodnych o długości 1080 metrów (najdłuższa prosta – 320 metrów), który pozwala na przejazd z prędkością od 28 do 58 km/h. W momencie otwarcia obiekt był najdłuższym wyciągiem do nart wodnych w Europie.
Jezioro zasilane jest przez sześć rzek i strumieni. Do jeziora wpada Kanał Radacki z jeziora Radacz, Mulisty Strumień od jeziora Wilczkowo oraz od południa Lipowy Potok.

## Dane morfometryczne
Powierzchnia zwierciadła wody według różnych źródeł wynosi od 275,0 ha do 295,1 ha.
Zwierciadło wody położone jest na wysokości 134,1 m n.p.m. lub 134,4 m n.p.m. Średnia głębokość jeziora wynosi 5,4 m, natomiast głębokość maksymalna 11,8 m.
W oparciu o badania przeprowadzone w 2000 roku wody jeziora zaliczono do III klasy czystości.
Na podstawie badań dokonanych w 2008 roku, określono stan ekologiczny Trzesiecka na III klasy, czyli umiarkowany.

## Hydronimia
Według urzędowego spisu opracowanego przez Komisję Nazw Miejscowości i Obiektów Fizjograficznych (KNMiOF) nazwa tego jeziora to Jezioro Trzesiecko. W niektórych publikacjach wymieniana jest oboczna nazwa tego jeziora, Trzesieka.
Nazwę Trzesiecko wprowadzono urzędowo rozporządzeniem w 1949 roku, zastępując poprzednią niemiecką nazwę jeziora – Streitzig-See.

## Zdjęcia

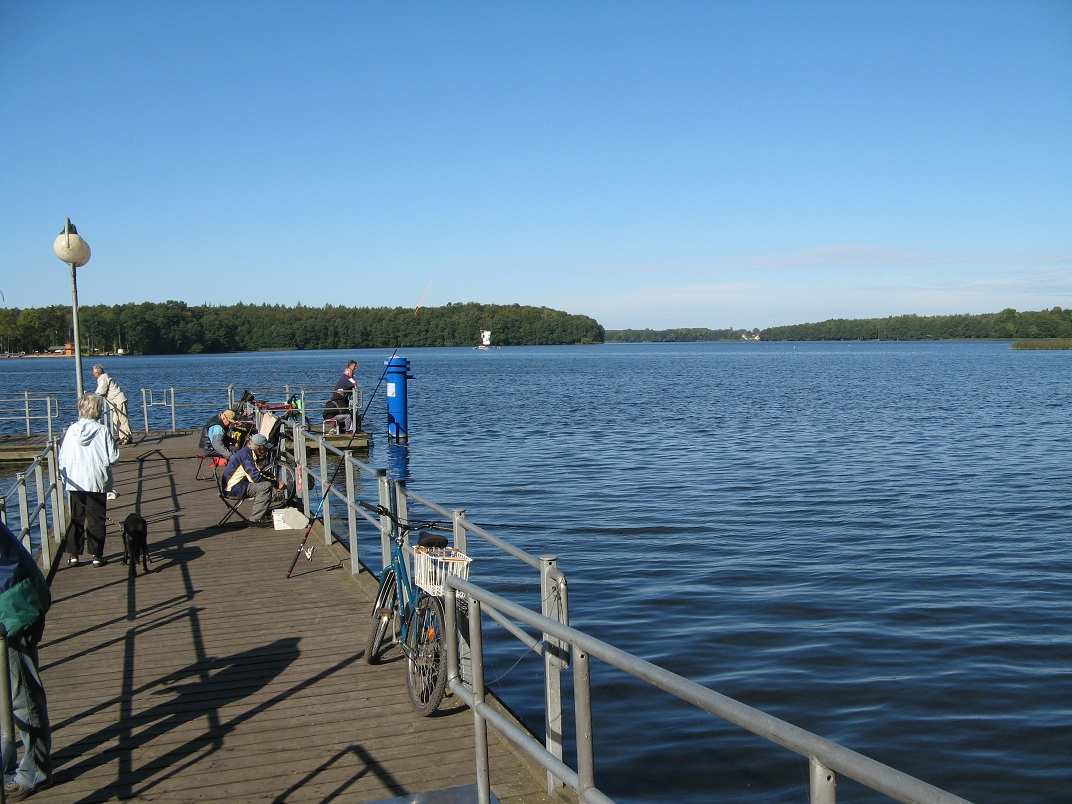
pomost przy hotelu "Resiedence" (2011 r.)
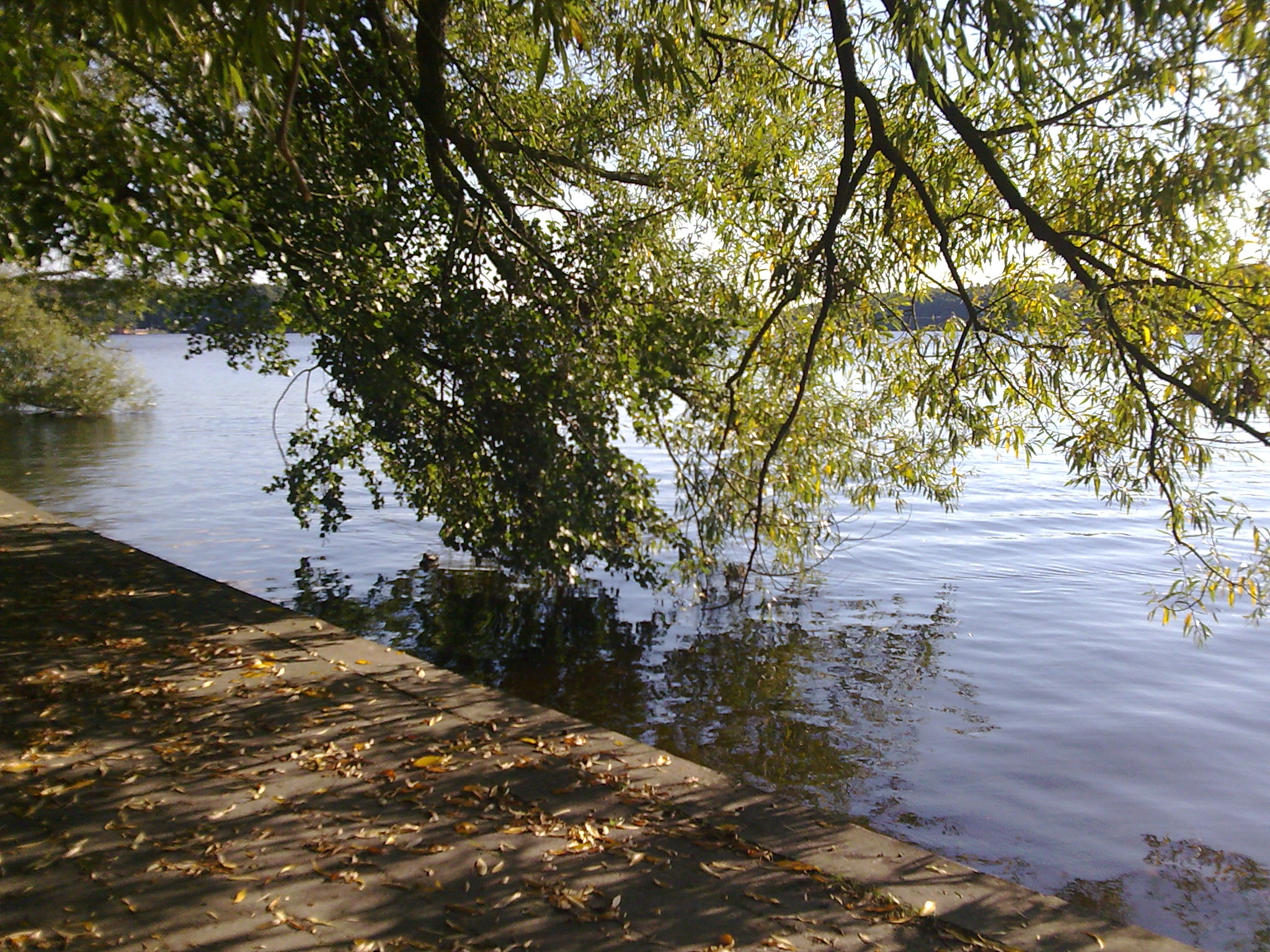
w parku nad jeziorem Trzesiecko (2016 r.)
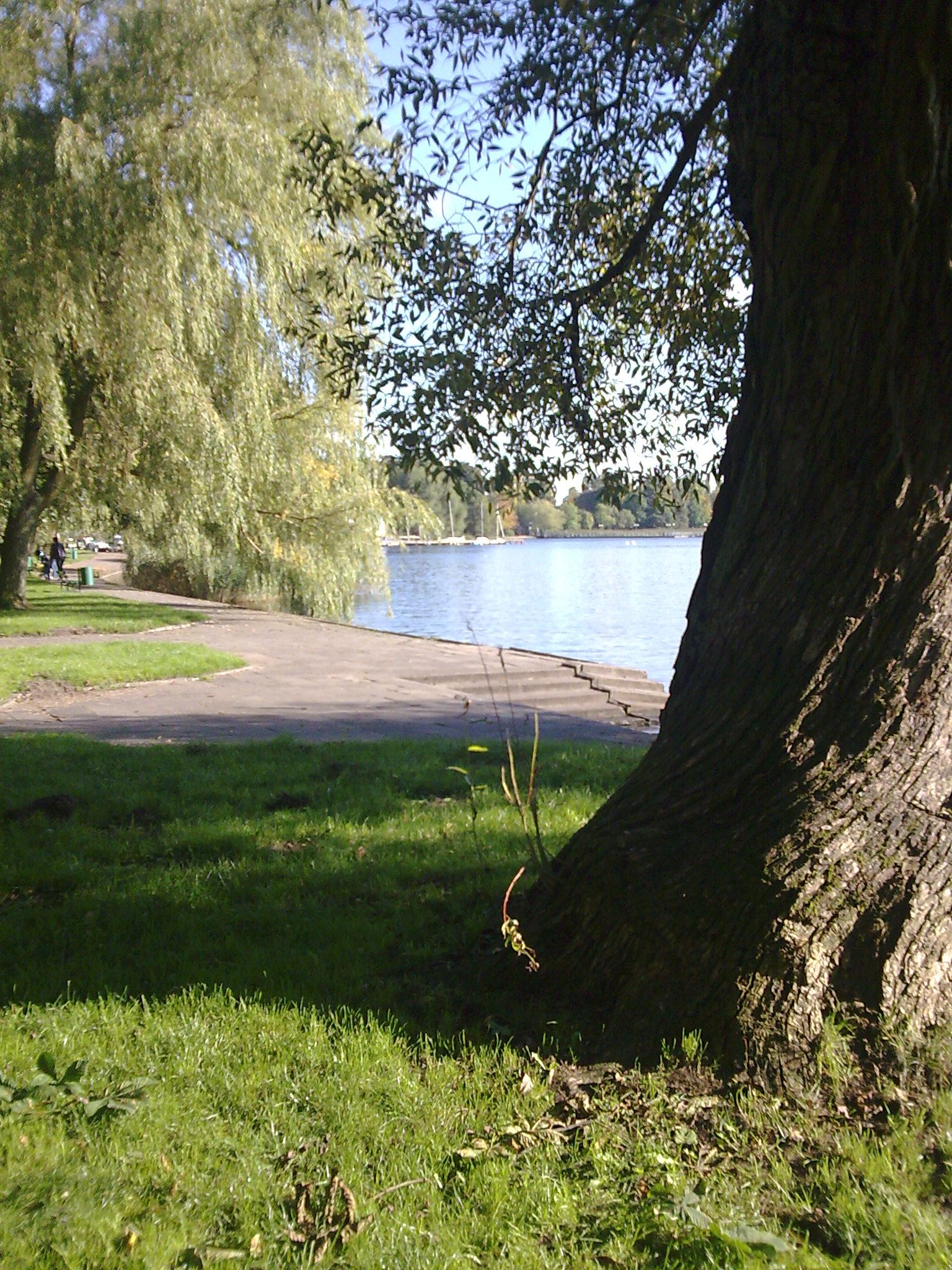
nabrzeże w okolicach I L.O. (2008 r.)
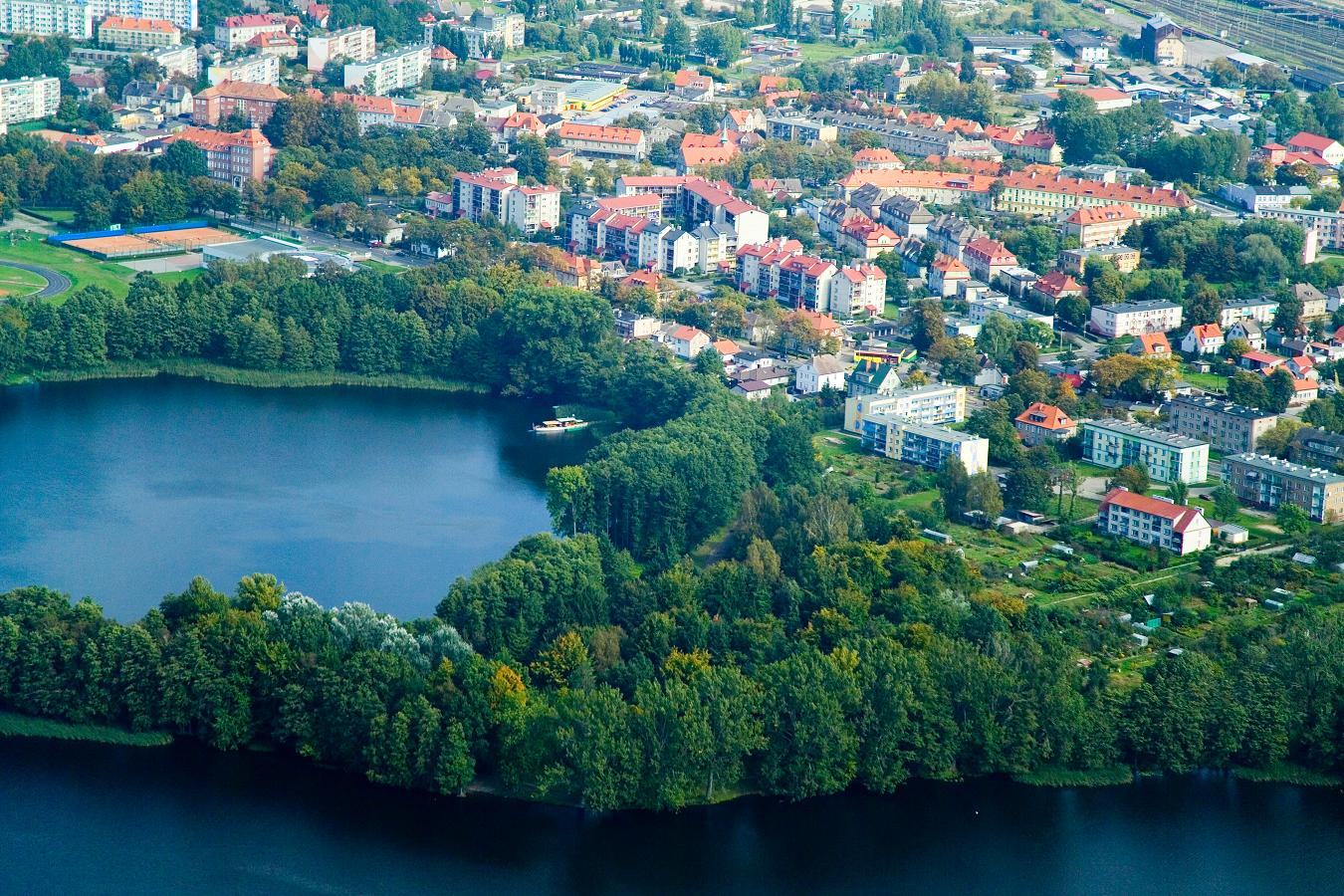
zatoka w okolicach wieży Bismarka (2007 r.)
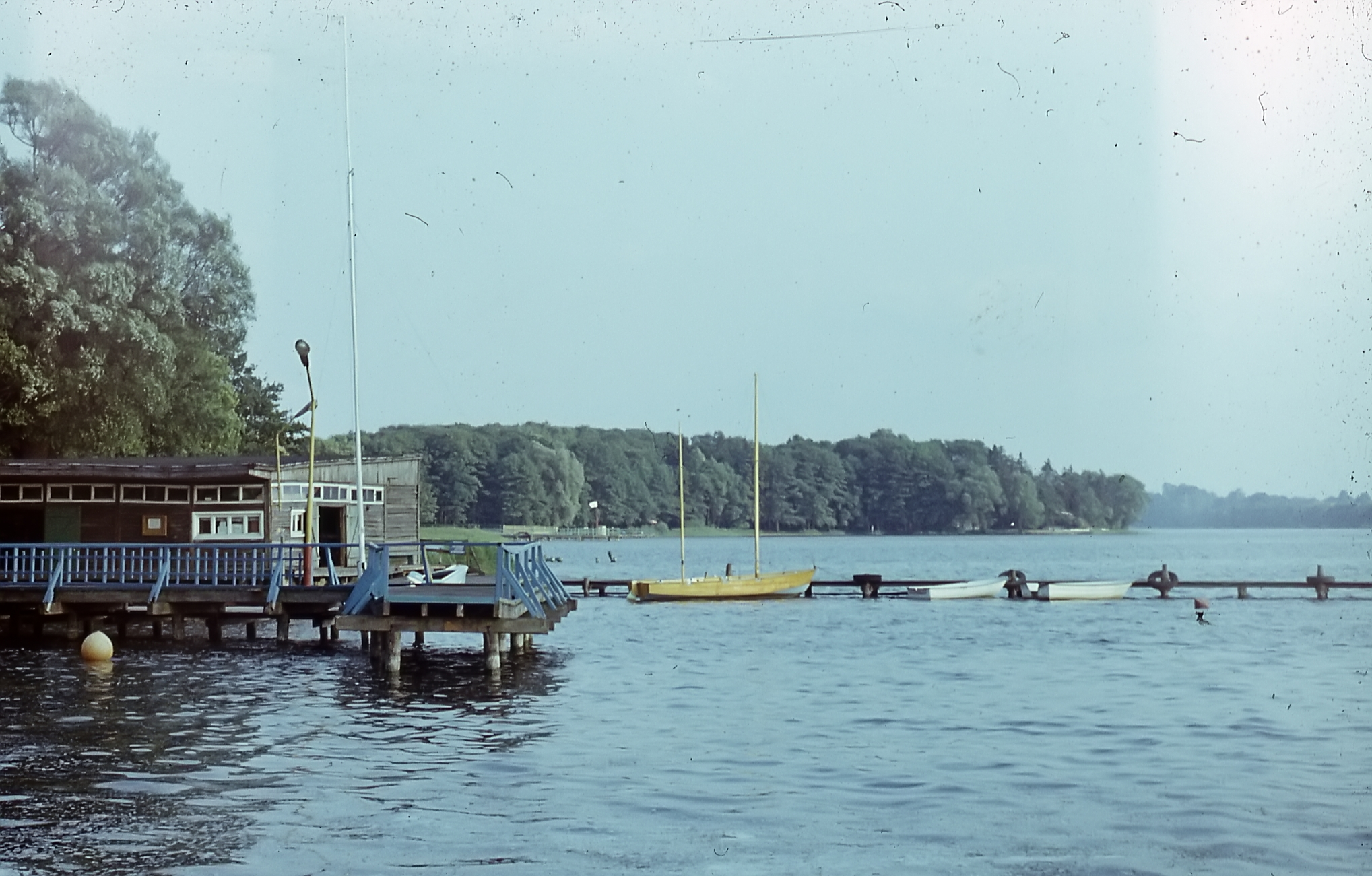
j. Trzesiecko na pocztówce z lat 70. XX w.